# Науковий інститут космічного телескопа
39°19′58″ пн. ш. 76°37′24″ зх. д. / 39.332777777778° пн. ш. 76.623333333333° зх. д.
Науковий інститут космічного телескопа (англ. Space Telescope Science Institute, STScI) — є науково-оперативним центром для космічного телескопа Хаббл (HST), науковими операціями та центром місій для космічного телескопа Джеймса Вебба (JWST) і науково-оперативним центром для Римського космічного телескопа Ненсі Грейс. STScI було засновано в 1981 році як громадський науковий центр, яким керує Асоціація університетів з астрономічних досліджень (AURA) для NASA. Офіси STScI розташовані в кампусі Хоумвуд Університету Джона Гопкінса та в будівлі  Ротонда в Балтіморі, штат Меріленд.
На додаток до виконання постійних наукових операцій HST і підготовки до наукового дослідження з JWST і Roman, STScI керує та управляє Архівом космічних телескопів Мікульського (MAST), який зберігає дані з багатьох діючих і застарілих місій, включаючи HST, JWST, Kepler, TESS, Gaia та Pan-STARRS.
Більша частина фінансування діяльності STScI надходить від контрактів із Центром космічних польотів імені Ґоддарда НАСА, але є менші заходи, які фінансуються Дослідницьким центром Еймса НАСА, Лабораторія реактивного руху НАСА та Європейським космічним агентством (ESA).

## Діяльність STScI
STScI проводить усі дії, необхідні для вибору, планування та реалізації наукових програм космічного телескопа Хаббла. Першим кроком у цьому процесі є підтримка щорічного відбору під керівництвом громади наукових програм, які виконуватимуться з HST. Це починається з публікації щорічного конкурсу пропозицій, у якому вказуються підтримувані на даний момент можливості наукового інструменту, вимоги до пропозицій і кінцевий термін подання. Будь-хто має право подати пропозицію. Усі пропозиції критично рецензуються Комітетом з розподілу часу (TAC). TAC складається з близько 100 членів астрономічної спільноти США та міжнародної астрономічної спільноти, відібраних для представлення широкого кола дослідницьких знань, необхідних для оцінки пропозицій. Кожен цикл пропозицій зазвичай включає перегляд від 700 до 1100 пропозицій. Лише 15 - 20% цих пропозицій в кінцевому підсумку будуть відібрані для реалізації. TAC розглядає кілька категорій часу спостереження, а також пропозиції щодо архівних, теоретичних і комбінованих дослідницьких проектів між HST та іншими космічними або наземними обсерваторіями (наприклад, рентгенівська обсерваторія Чандра та Національна обсерваторія оптичної астрономії). STScI забезпечує всю технічну та матеріально-технічну підтримку цих заходів. Тривалість річного циклу дзвінків пропозицій час від часу змінювалася в роках, коли була запланована місія обслуговування HST.